# Liste der Naturdenkmale in Sonnschied
Die Liste der Naturdenkmale in Sonnschied nennt die im Gemeindegebiet von Sonnschied ausgewiesenen Naturdenkmale (Stand 15. Juli 2013).

## Naturdenkmale
| Nr.         | Bezeichnung | Lage                                           | Beschreibung    | Bild                                    |
| ----------- | ----------- | ---------------------------------------------- | --------------- | --------------------------------------- |
| ND-7134-420 | Linde       | Hauptstraße, auf dem Friedhof Lage             | Tilia sp.       | Direkt Bild zu diesem Denkmal hochladen |
| ND-7134-421 | Buche       | südlich des Ortes; Abteilung Hochwäldchen Lage | Fagus sylvatica | Direkt Bild zu diesem Denkmal hochladen |